# Isolotti dei Monaci (Sardegna)
Gli isolotti dei Monaci sono un gruppo di isolotti del mar Tirreno situati ad est dell'isola di Caprera, nella Sardegna nord-orientale.

Appartengono amministrativamente al comune di La Maddalena e si trovano all'interno del parco nazionale dell'Arcipelago di La Maddalena.
Sul più meridionale di essi sorge un faro.